# Mula (Murcia)
Mula es una localidad y municipio español perteneciente a la Región de Murcia, situado en la comarca del Río Mula, de la que es su capital. La población es cabeza del partido judicial del mismo nombre. Posee 17 585 habitantes (INE 2024) repartidos entre el núcleo urbano y diversas pedanías. El municipio es famoso por las fiestas del Niño Jesús de Mula y la Tamborada, declarada patrimonio cultural inmaterial de la Humanidad por la Unesco.

## Toponimia
A lo largo del tiempo se han expuesto varias teorías sobre el origen del topónimo Mula. Aunque tradicionalmente se ha considerado que provenía del término latino Mola, al aparecer ya como Mula en el pacto de Teodomiro de 713, algunos autores se inclinan por considerar que el asentamiento romano del cerro de la Almagra, emplazamiento precedente al actual, recibió en realidad la misma denominación: Mula. 
Mula procedería etimológicamente del adjetivo latino mulleus-mullea-mulleum, término que, atestiguado en Festo, Plinio el Viejo o Catón significa de color rojo o púrpura. Así, sería posible que el actual cerro de La Almagra se denominara Mons Mulleus, o el poblamiento en él situado Civitas Mullea, y que los moradores de Mula, al trasladarse al emplazamiento actual, siguieron conservando el nombre de su ciudad, por lo que los árabes mantuvieron el nombre del primitivo núcleo.

## Geografía
El municipio de Pliego se sitúa en forma de enclave al sur del municipio de Mula.
Las principales pedanías del extenso término municipal muleño son: Fuente Librilla, Yéchar, Baños de Mula, La Puebla de Mula, Casas Nuevas y El Niño de Mula.
| Noroeste: Calasparra y Cieza | Norte: Ricote                  | Noreste: Campos del Río                  |
| Oeste: Cehegín y Bullas      |                                | Este: Albudeite, Campos del Río y Murcia |
| Suroeste Lorca               | Sur: Totana y Alhama de Murcia | Sureste: Librilla                        |

### Clima

Pantano de la Cierva. Embalsa las aguas del río Mula para regar los campos de la huerta muleña

Mula pertenece al mismo dominio climático que la ciudad de Murcia. Disfruta de un clima mediterráneo seco (mediterráneo árido) caracterizado por la escasez e irregularidad de precipitaciones con un total pluviométrico anual que varía notablemente. La precipitación anual es de 340 mm, es enero el mes más seco y octubre el más húmedo. Su temperatura media anual de 18,2 °C sitúa a Mula ligeramente por encima de los 18 °C que separa las variantes fría (BSk) y cálida (BSh) de este tipo de clima. Con inviernos suaves y veranos calurosos, llega a tener más de 300 días de sol al año. Las temperaturas oscilan entre los 16 °C y los 4 °C de enero y los 34 °C y los 20 °C de agosto, si bien se superan los 40 °C muchos veranos.
Estos niveles pluviométricos son superiores en las zonas serranas del municipio, al igual que cuentan con menores temperaturas, produciéndose nevadas invernales en el macizo de las sierras del Cambrón y Ponce (con 1521 m s. n. m. en el pico de La Selva, máxima altura del municipio), o la parte muleña de Sierra Espuña.

### Geología
La creencia popular afirma que las sierras aledañas a la ciudad son de origen volcánico. Esto se debe a la extraña forma del monte sobre el que se asientan las ruinas del castillo de la Puebla de Mula. Sin embargo, este montículo está formado por los mismos materiales sedimentarios que el resto de la cuenca del río Mula, un paquete de margo-calizas coronado por un estrato de calizas.
Este tipo de montes son conocidos como muelas por su fisonomía, que es de donde tradicionalmente se ha creído que proviene el nombre de la localidad, evolucionando del latín Mola al actual Mula.

### Vegetación
En Mula, la vegetación se corresponde con la propia de la región mediterránea, caracterizada por la aridez estival. El bosque esclerófilo y perennifolio es representativo de esta región, dándose en las zonas serranas del municipio (Sierra Espuña o las sierras del Cambrón y Ponce principalmente), en el que se agrupan especies que han desarrollado variados sistemas para adaptarse a la aridez. Sus hojas son coriáceas, es decir, cubiertas por una membrana que reduce al máximo la evaporación; el tronco es de corteza gruesa y las raíces son profundas, para encontrar agua. Las formaciones primarias naturales son la encina, más característica de esta zona son la encina ballota; la dehesa, el alcornoque, el algarrobo y el acebuche. Como formaciones secundarias introducidas por el ser humano abundan los pinares, el pino carrasco exactamente.
En áreas próximas a la cuenca baja del río Mula destaca la existencia de baldíos, con cárcavas propias de las margas del mioceno que emergieron del fondo del océano y que apenas posibilitan el desarrollo de vegetación.

## Demografía
Mula cuenta con una población de 17 585 habitantes (INE 2024).

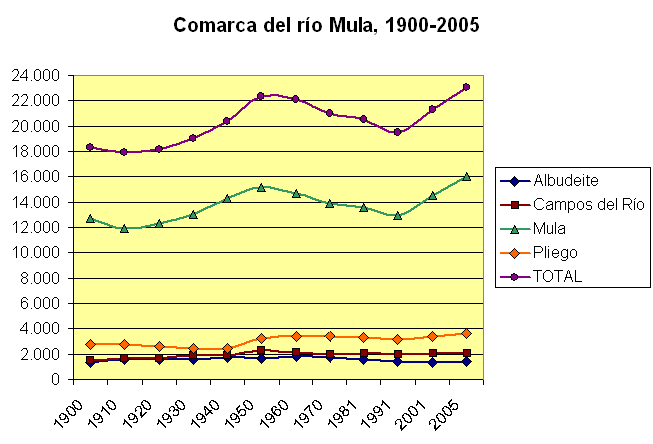
Evolución demográfica de Mula (en verde) en el contexto de la comarca (total en lila)

| Gráfica de evolución demográfica de Mula entre 1842 y 2021 |
| |
| Población de derecho según los censos de población del INE Población de hecho según los censos de población del INEEntre el censo de 1857 y el anterior, disminuye el término del municipio porque independiza a 30014 (Campos del Río) |

| Entidad de población     | Habitantes (2020) |
| ------------------------ | ----------------- |
| Mula (municipio)         | 17 021            |
| Alquibla                 | 10                |
| Ardal                    | 23                |
| Los Baños de Mula        | 51                |
| Casas Nuevas             | 147               |
| Fuente Librilla          | 580               |
| La Herreña               | 26                |
| Hoya Noguera y Cuadrados | 6                 |
| Mula (núcleo urbano)     | 14 694            |
| El Niño de Mula          | 817               |
| Pinar Hermoso            | 12                |
| La Puebla de Mula        | 254               |
| Retamosa                 | 6                 |
| Rincones                 | 2                 |
| Yéchar                   | 383               |

## Economía

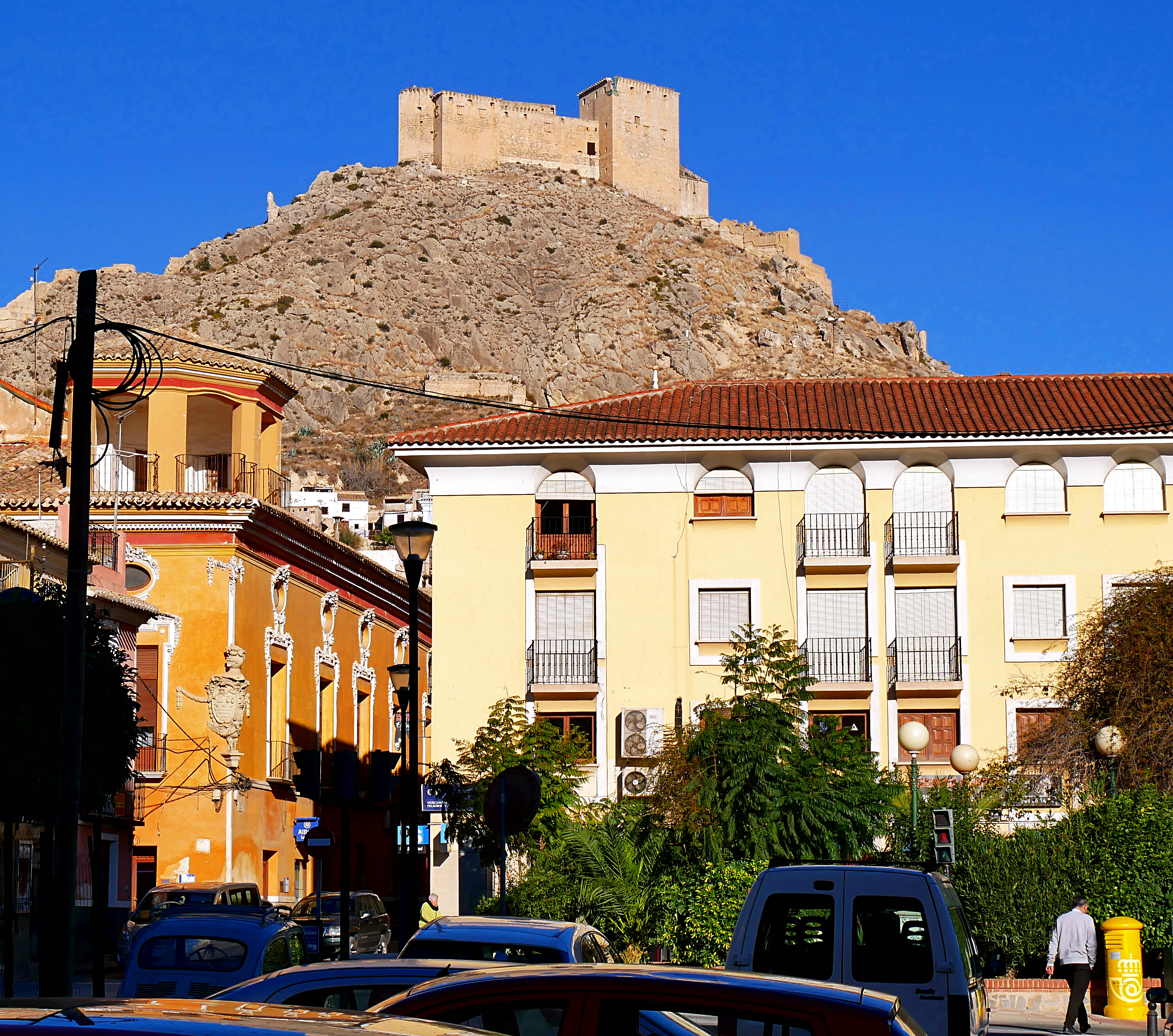
Glorieta de Mula con el castillo al fondo

La economía de Mula se sustenta principalmente de explotaciones agrícolas tanto de secano como regadío. El sistema pionero en España de regadío de la Comunidad de Regantes del pantano De la Cierva supuso un cambio revolucionario que permite una mejor gestión de los recursos hidráulicos y en el que actualmente se basan numerosos riegos informatizados en el resto del país.
Un papel muy importante en la economía municipal lo juegan las industrias conserveras o alimentarias, con firmas como Hida o Cofrusa (actualmente cerrada e intervenida judicialmente).
En los últimos años se ha ido desarrollando la mejora de las comunicaciones con la capital, especialmente tras la inauguración de la Autovía del Noroeste-Río Mula. 
En 2004 fue inaugurado el polígono industrial El Arreaque abriendo a la ciudad a nuevas posibilidades industriales.

## Comunicaciones

### Por carretera
La principal vía de comunicación es la autovía RM-15, que comunica el municipio con Murcia. Otras vías relevantes son las carreteras RM-515 desde Alhama, RM-516 desde La Puebla de Mula y El Niño de Mula, y RM-530 desde Archena.

### Autobús
Prestan servicio las siguientes líneas de autobús interurbano, todas ellas desde la estación de autobuses:
| Línea     | Recorrido                                               | Operador |
| --------- | ------------------------------------------------------- | -------- |
| MUR-025-1 | Caravaca de la Cruz - Murcia                            | Interbus |
| MUR-025-3 | Mula - Molina de Segura - Murcia                        | Interbus |
| MUR-025-4 | Mula - Pliego                                           | Interbus |
| MUR-025-5 | Mula - Fuente Librilla - Barqueros - Murcia (a demanda) | Interbus |

## Administración y política
| Periodo   | Nombre                   | Partido | Partido                                               |
| --------- | ------------------------ | ------- | ----------------------------------------------------- |
| 1979-1983 | Antonio Hernández Cava   |         | Unión de Centro Democrático (UCD)                     |
| 1983-1995 | Bibiano Imbernón García  |         | Partido Socialista de la Región de Murcia (PSRM-PSOE) |
| 1995-2007 | José Iborra Ibáñez       |         | Partido Popular (PP)                                  |
| 2007-2011 | Diego Cervantes Díaz     |         | Partido Socialista de la Región de Murcia (PSRM-PSOE) |
| 2011-2015 | José Iborra Ibáñez       |         | Partido Popular (PP)                                  |
| 2015-act. | Juan Jesús Moreno García |         | Partido Socialista de la Región de Murcia (PSRM-PSOE) |

| Partido político                                      | 2023  | 2023  | 2023       | 2019  | 2019  | 2019       | 2015  | 2015  | 2015       | 2011  | 2011  | 2011       | 2007  | 2007  | 2007       |
| Partido político                                      | %     | Votos | Concejales | %     | Votos | Concejales | %     | Votos | Concejales | %     | Votos | Concejales | %     | Votos | Concejales |
| Partido Socialista de la Región de Murcia (PSRM-PSOE) | 49,84 | 4255  | 9          | 62,59 | 5290  | 12         | 41,49 | 3249  | 8          | 38,13 | 3220  | 7          | 42,77 | 3731  | 7          |
| Partido Popular (PP)                                  | 34,84 | 2975  | 6          | 25,46 | 2152  | 4          | 33,51 | 2624  | 6          | 41,33 | 3490  | 7          | 38,39 | 3349  | 7          |
| Izquierda Unida (IU)                                  | 6,48  | 554   | 1          | 6,34  | 536   | 1          | 13,65 | 1069  | 2          | 13,45 | 1136  | 2          | 11,38 | 993   | 2          |
| Vox                                                   | 6,46  | 552   | 1          | –     | –     | –          | –     | –     | –          | –     | –     | –          | –     | –     | –          |
| Ciudadanos (CS)                                       | 1,40  | 120   | 0          | 4,95  | 419   | 0          | 9,95  | 779   | 1          | –     | –     | –          | –     | –     | –          |
| Centro Democrático Liberal (CDL)                      | –     | –     | –          | –     | –     | –          | –     | –     | –          | 5,21  | 440   | 1          | 6,29  | 549   | 1          |

## Patrimonio
- Iglesia de San Miguel:

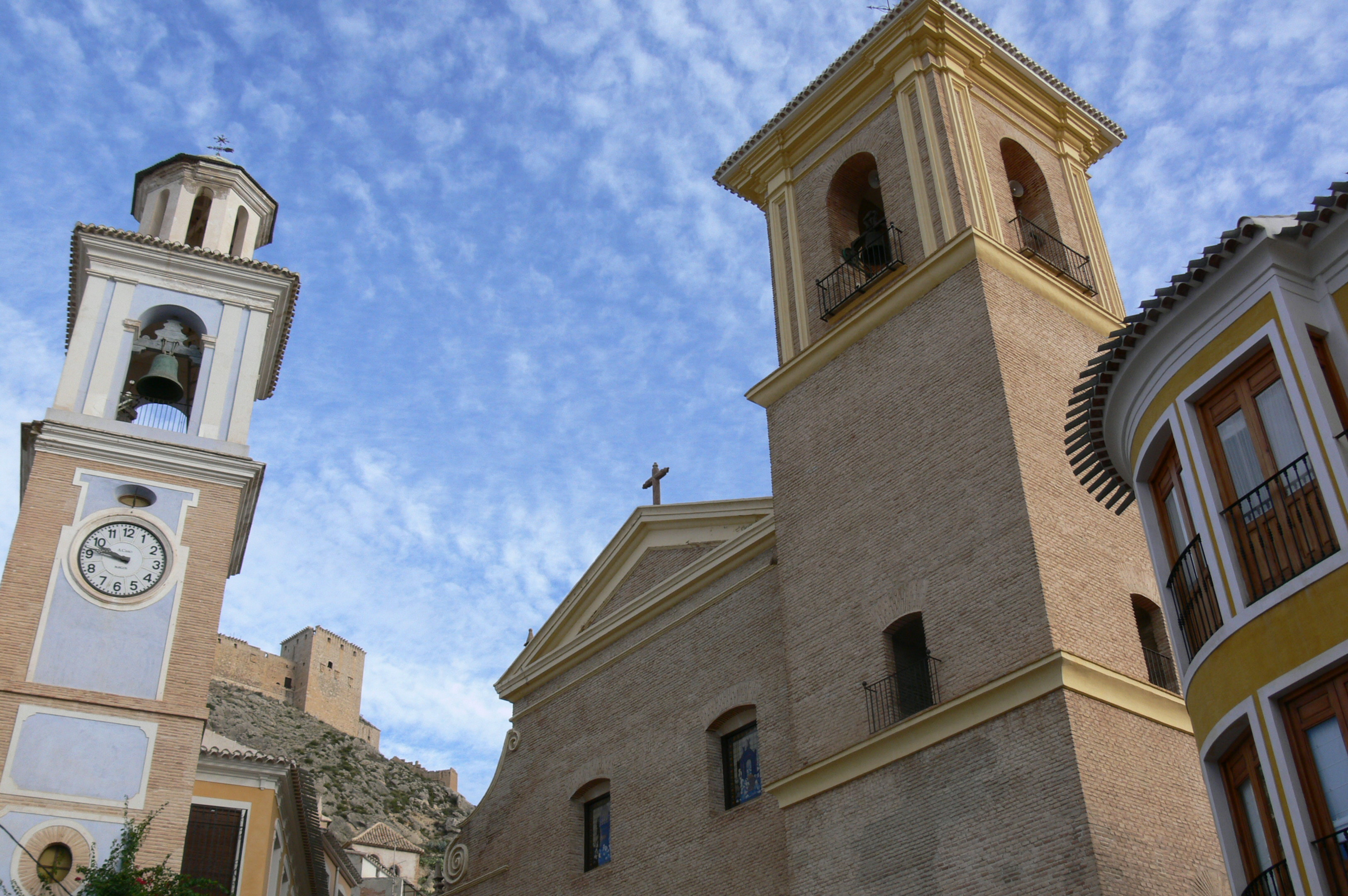
Parroquia de San Miguel y torre del reloj

En la plaza del ayuntamiento de Mula se encuentra la parroquia de San Miguel, que con la próxima torre del reloj (declarada Bien de Interés Cultural) forman un conjunto monumental muy representativo en el municipio.
Edificada en el siglo XVI, sufrió ampliaciones sucesivas como la portada sur levantada en 1618, o la remodelación del siglo XVIII debida al cardenal Belluga.
La iglesia tiene planta de cruz latina y en las naves del crucero están las capillas más importantes, a la derecha la del Marqués de los Vélez y a la izquierda la de San Felipe.
Esta parroquia cuenta con un museo de pintura realizado por la donación de Pilar de la Canal, viuda de Pedro Luis Blaya, en 1940. Entre los pintores más destacados están Ribera, Mengs, Joaquín Campos. Todos estos cuadros estuvieron en un museo parroquial de los años 1950 fundado por el sacerdote Esteban Monreal y Monreal.
- Real Monasterio de la Encarnación:

De monjas clarisas (declarado Bien de Interés Cultural), construido entre los siglos XVII y XVIII. Cuenta con un campanario del siglo XVI de la antigua ermita de Nuestra Señora de los Olmos sobre la que se construyó el actual monasterio. Posee un claustro, elemento más destacable de la clausura.

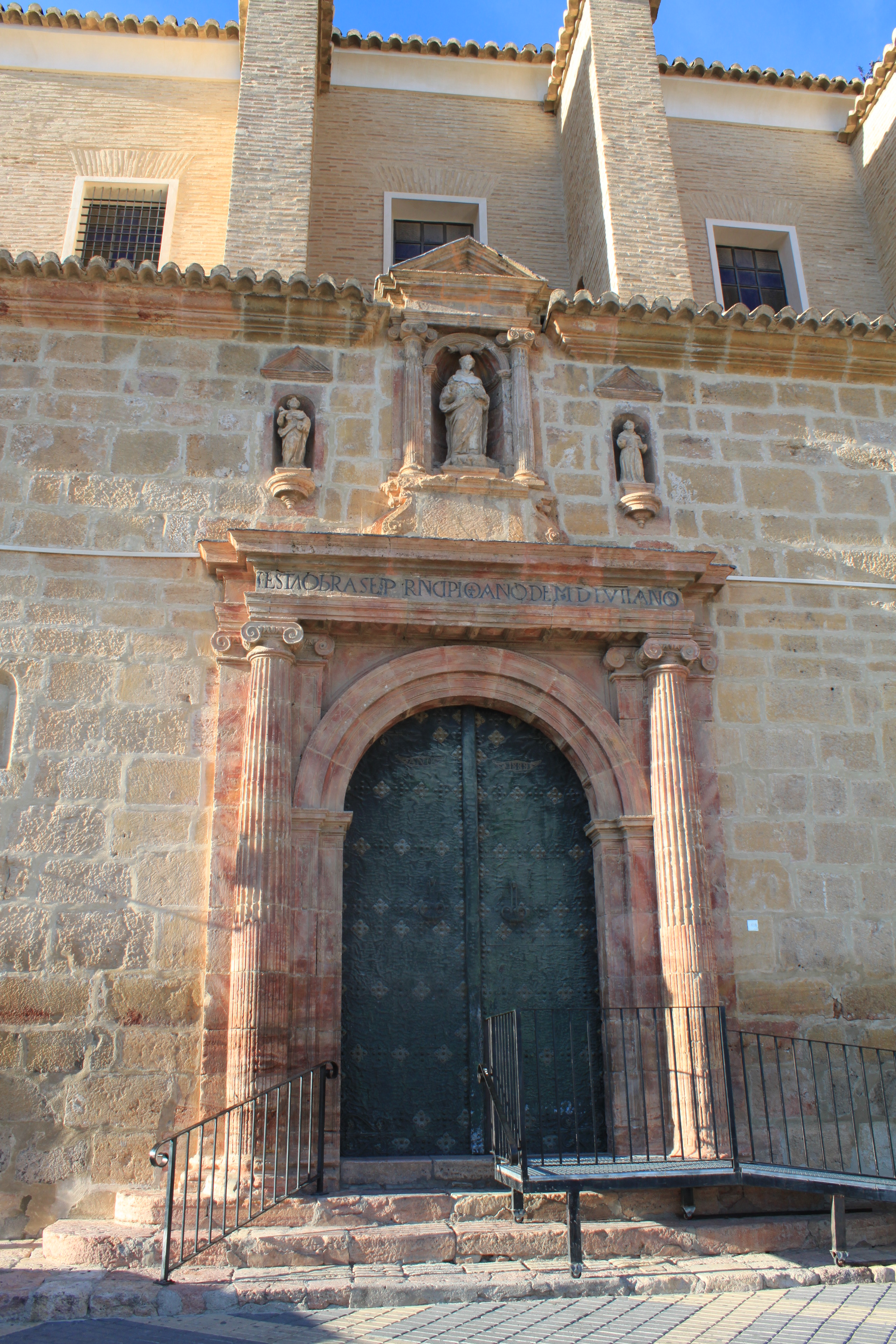
Portada renacentista de la iglesia de Santo Domingo de Guzmán

- Iglesia de Santo Domingo de Guzmán:

Construida sobre una antigua mezquita, se vincula por tanto con las fundaciones reales de Alfonso X (entonces infante) tras la conquista de Mula en 1244. Iniciado el edificio actual en 1557 en estilo renacentista, la capilla del Rosario y la torre son del siglo XVIII. Cuenta con obras pictóricas de Mateo Gilarte.
- Ermita de Nuestra Señora del Carmen:

Declarada Bien de Interés Cultural. Construcción típica del barroco murciano (siglo XVIII). Situada en pleno casco antiguo, acoge a la patrona de la ciudad.
- Iglesia de San Francisco:

Consagrada a la Purísima Concepción, está integrada en el convento de San Francisco, fundado por el marqués de los Vélez. Comenzado en el siglo XVI, la segunda fase de las obras concluyeron en el siglo XVIII, por lo que mezcla elementos renacentistas y barrocos. Desamortizado en 1836, una parte del edificio del convento acoge el Museo Ciudad de Mula, inaugurado en 2015, donde se exponen las colecciones arqueológicas del municipio.
- Santuario del Niño Jesús de Balate:

Lugar de peregrinación que alberga la imagen del Divino Niño Jesús, en la pedanía del mismo nombre, al que se le atribuye su aparición a un pastor del lugar en 1648. Edificio de estilo barroco.
- Castillo de los Vélez:

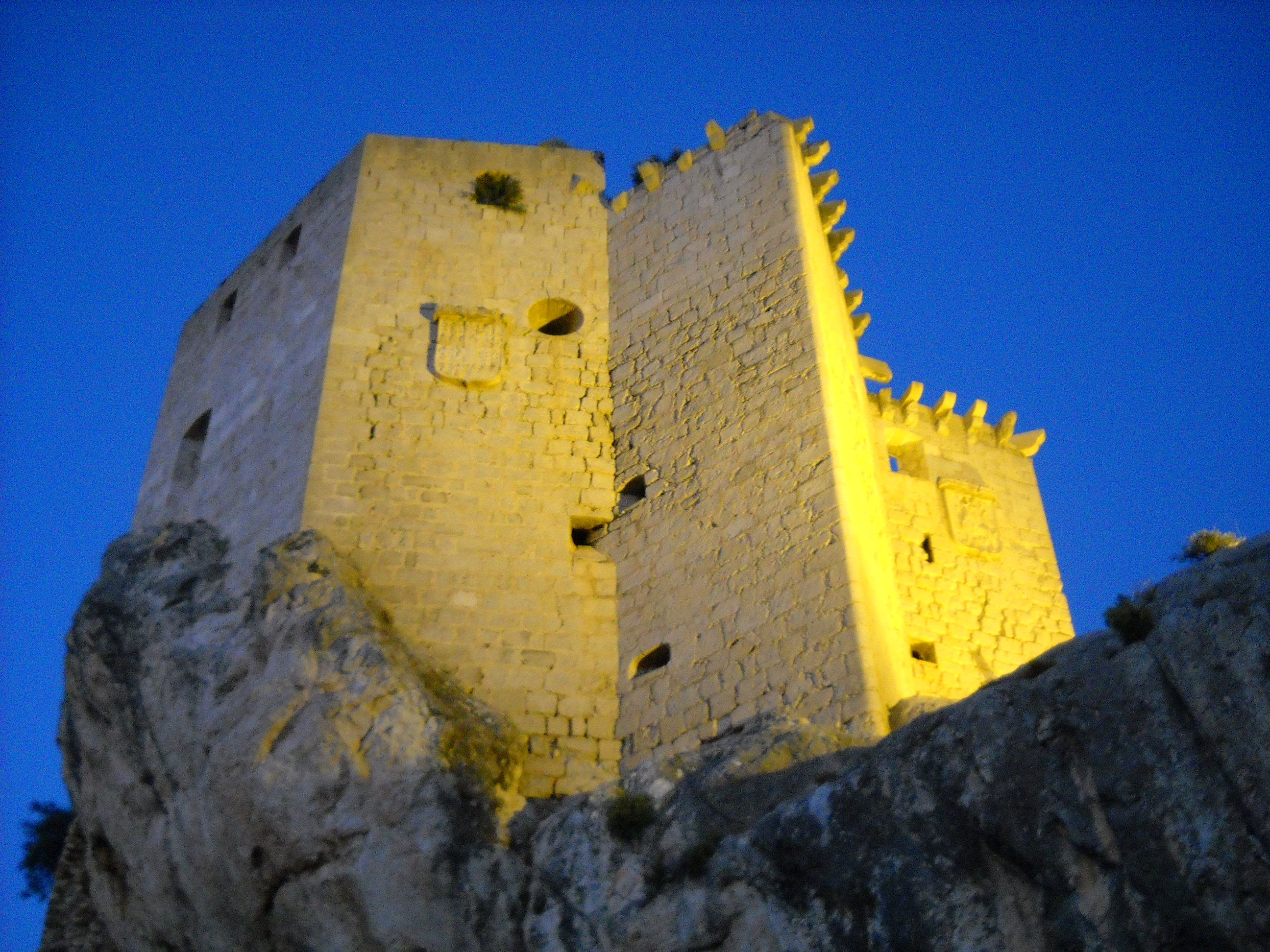
Castillo de los Vélez

El principal símbolo de Mula es el castillo que desde la altura vigila los avatares diarios de la población. El paso del tiempo ha dejado numerosas huellas en esta emblemática construcción realizada no para proteger al pueblo sino para someterlo, como consecuencia de los intentos de la villa por volver a su condición de realengo y evitar el dominio señorial del marqués de los Vélez, uniéndose por ello a la revuelta de las Comunidades en julio de 1520.
La arquitectura del castillo es renacentista, de carácter defensivo y de formas simples, situado sobre un peñasco de roca. De las dos entradas, a una de ellas se accede mediante la parte alta de la muralla y torreones del antiguo alcázar musulmán además de un puente levadizo. Contiene cuatro elementos diferenciadores: una torre del homenaje, una nave central con bóveda de cañón, un adosado a la nave y aljibe.

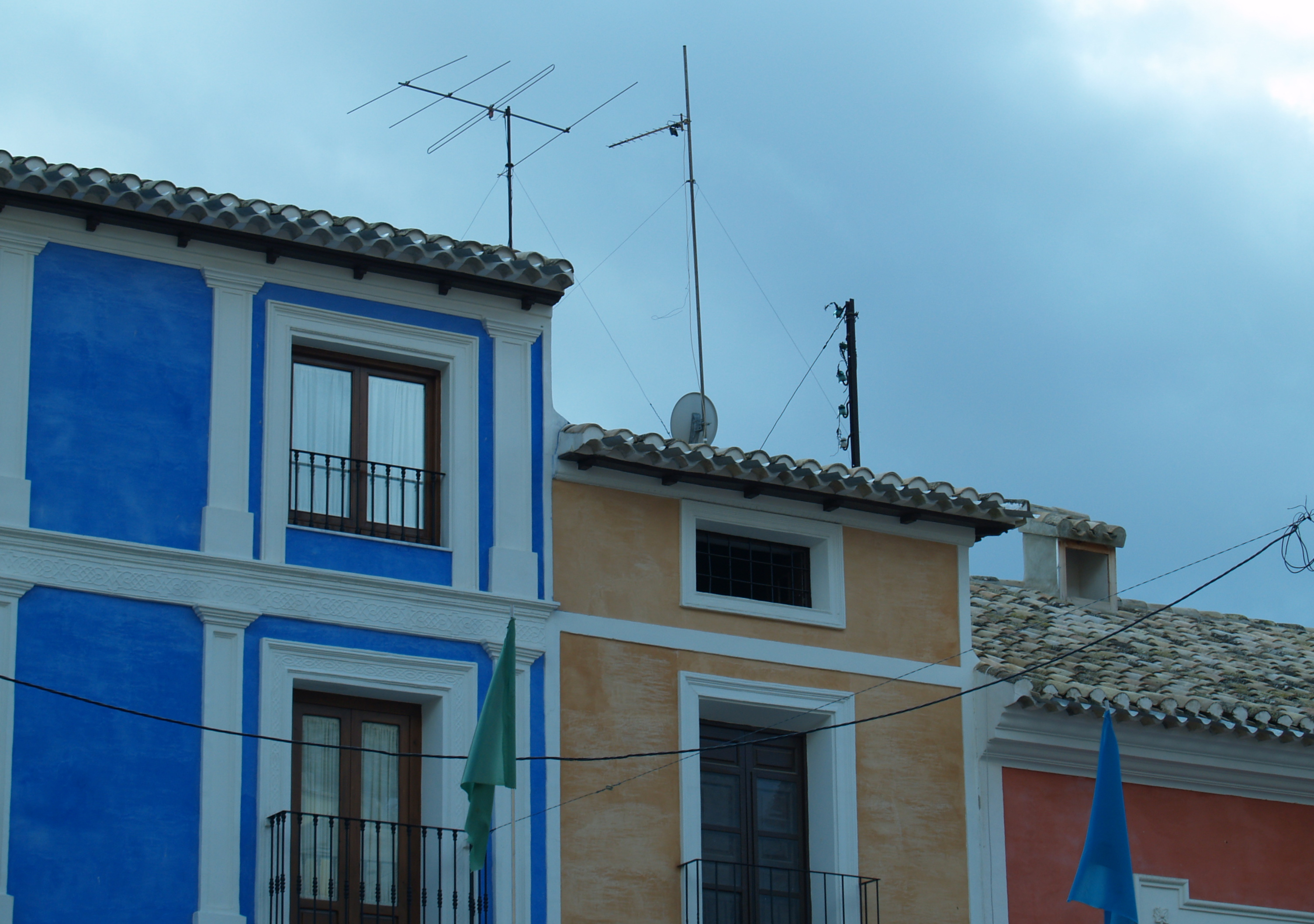
Viviendas típicas del casco antiguo de Mula

El ayuntamiento de Mula se encuentra en litigio por su propiedad para poder rehabilitarlo y abrirlo al público. Está declarado Bien de Interés Cultural.
- Casco antiguo:

Está declarado Bien de Interés Cultural en la categoría de conjunto histórico-artístico, con el código RI-53-0000251. Destacan diversas casonas en su entramado urbano, como la Casa de los Coy o el Palacio del Marqués de los Vélez, entre otros.
- Casa Pintada:

Es un palacio barroco en el que se ubica un museo que recopila obras del artista muleño Cristóbal Gabarrón.

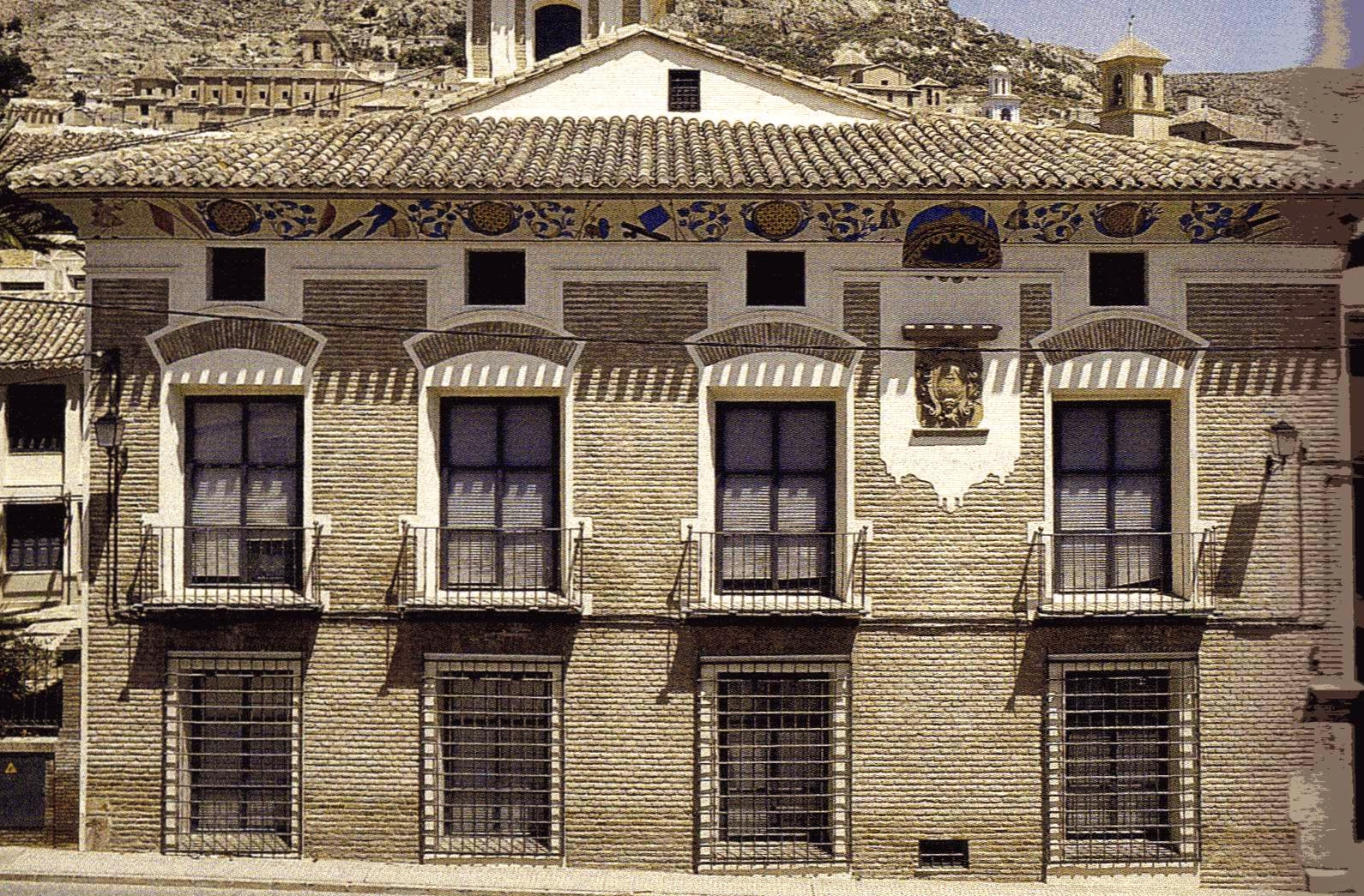
Palacio de Menahermosa, sede del Museo de Arte Ibérico El Cigarralejo

- Complejo ibérico de El Cigarralejo:

Es un yacimiento arqueológico de la cultura íbera (siglos V a. C. y IV a. C.) que incluye restos de un poblado, una necrópolis y un santuario a las afueras de la localidad. 
En el centro de Mula se encuentra el Museo de Arte Ibérico El Cigarralejo, instalado en el barroco Palacio de los Marqueses de Menahermosa, exhibiendo diversos restos, cerámica y utensilios encontrados en las excavaciones.
- Castillo de Alcalá o de la Puebla:

Situado en un cerro cerca de la pedanía de La Puebla, es de origen musulmán y son visitables la puerta de acceso y los aljibes que suministraban agua al enclave. Está declarado Bien de Interés Cultural.

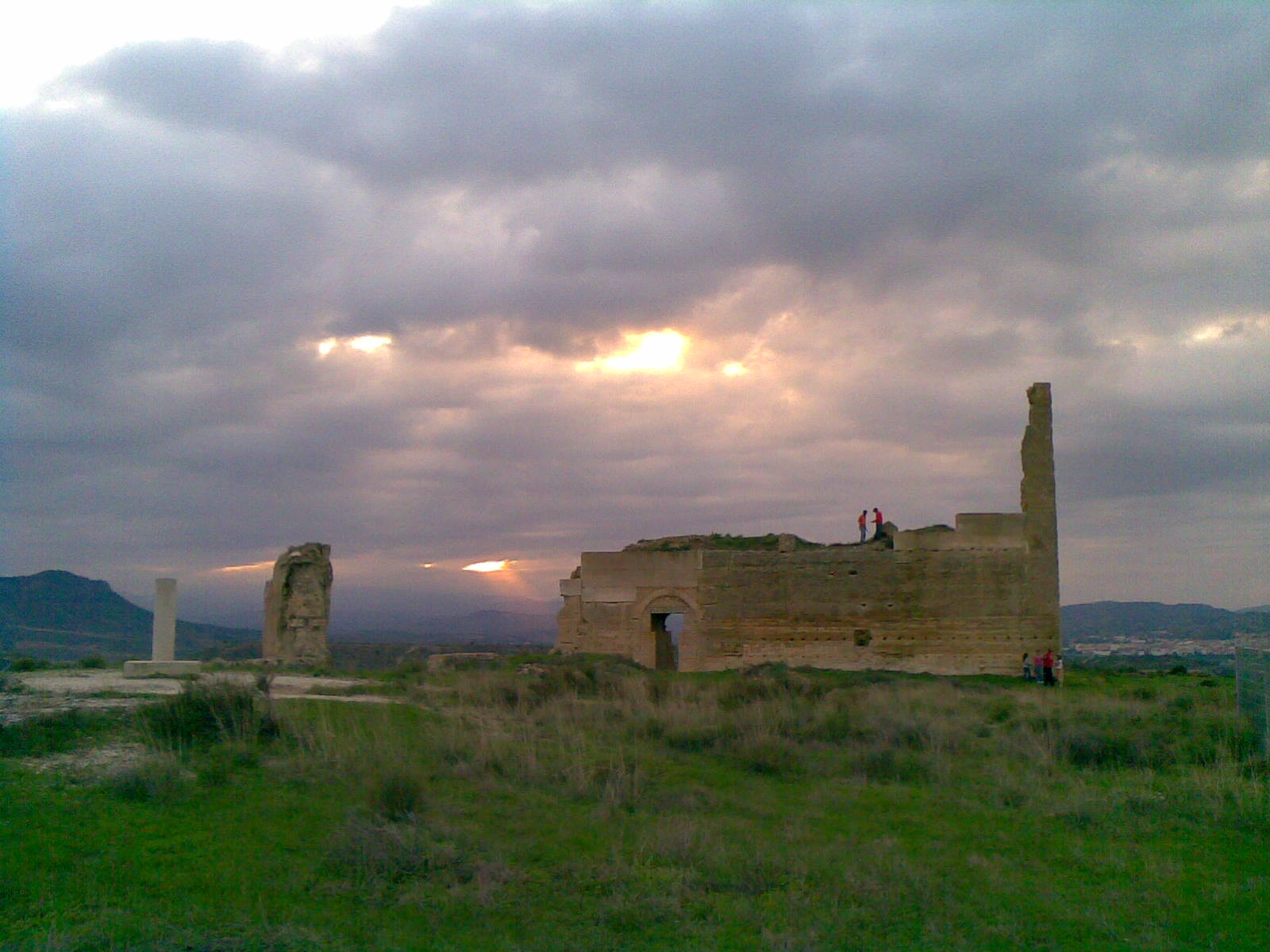
Castillo árabe de la Puebla

Estamos, al parecer, ante uno de los edificios fortificados de origen islámico más antiguos de la Región de Murcia, pues algunos autores remontan su fundación al siglo VIII, cuando una guarnición de tropas musulmanas se estableció en el lugar para el control del antiguo emplazamiento de Mula (el cerro de la Almagra).
Con los años fue cobrando importancia, dado su carácter de enclave estratégico, como punto de control del territorio y las vías de comunicación. Sus imponentes estructuras defensivas le permitieron incluso mantener un papel relevante durante el proceso de incorporación del Reino de Murcia a la Corona de Castilla, a mediados del siglo XIII.
- Cerro de la Almagra:

Situado en las proximidades de la actual pedanía de Baños de Mula, alberga un yacimiento de época tardo-romana y visigoda, constituyendo el primer emplazamiento de la ciudad de Mula hasta que en época musulmana se trasladó al lugar actual. Ésta fue una de las siete ciudades que figurarían en el pacto de Teodomiro, del año 713.
En las mínimas excavaciones efectuadas en él se ha encontrado un templo y decenas de tumbas, mayormente de niños. Está declarado Bien de Interés Cultural.
- Patrimonio rupestre:

El municipio cuenta con los abrigos rupestres del Milano, el Cejo Cortado, el Lomo de Herrero y el Abrigo del Charcón, todos ellos Patrimonio de la Humanidad como formantes del Arte rupestre del arco mediterráneo de la península ibérica.
- Villa romana de Los Villaricos:

Yacimiento de los siglos I al IV d. C., declarado Bien de Interés Cultural, situado a las afueras de la localidad.

## Cultura
- Teatro Lope de Vega:

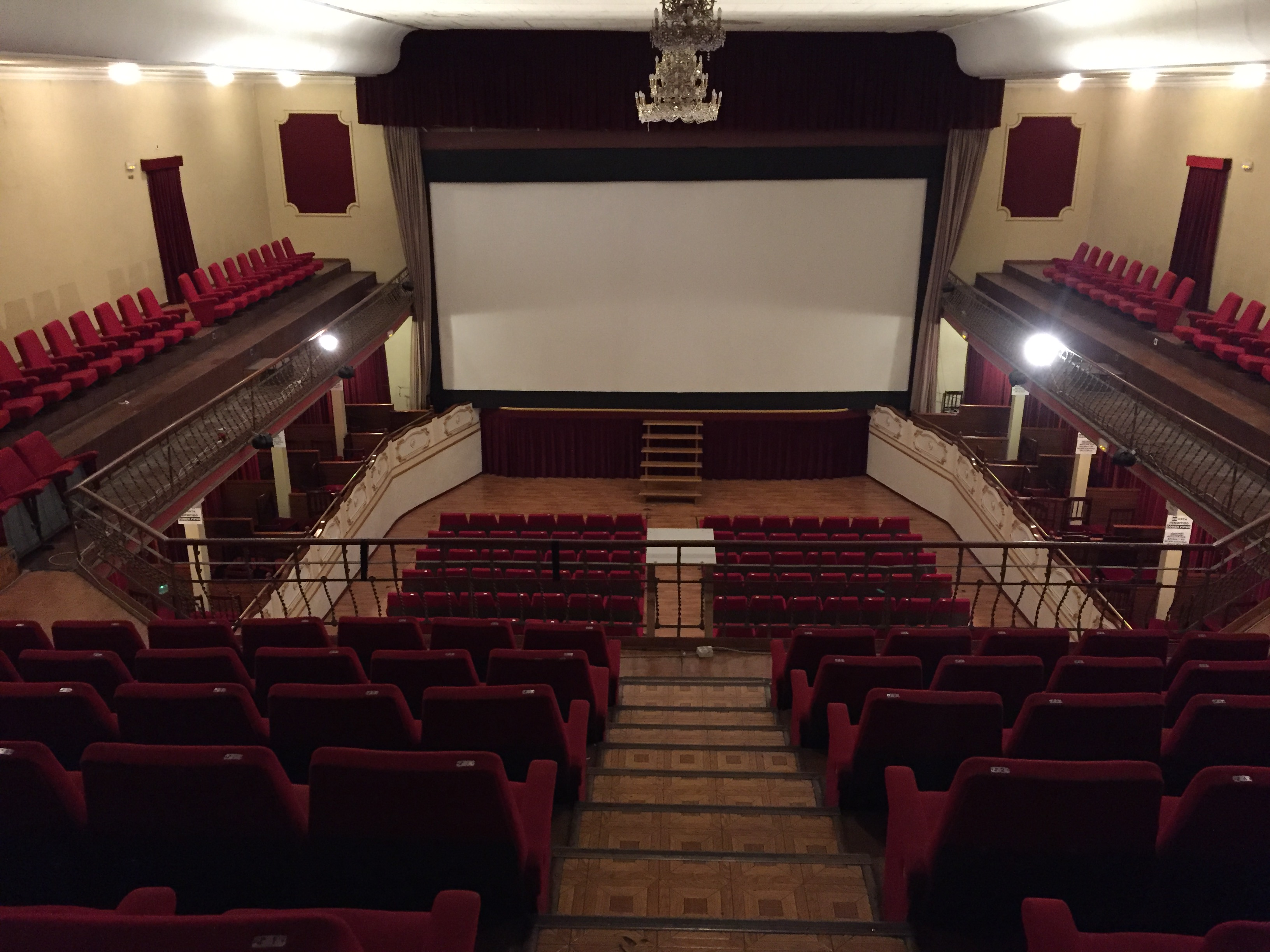
Interior del Teatro Lope de Vega

Construido en 1925, el Teatro Lope de Vega es el centro de todas las actividades culturales de la localidad.
Utilizado desde su construcción más como sala de cine que como un teatro, el Lope de Vega cuenta ya con casi cien años de proyecciones ininterrumpidas, hecho del que pueden presumir pocas salas de cine a nivel nacional.
En 1982 sufrió una remodelación casi total, cambiado su nombre de Cine o Teatro del Centro por Lope de Vega, por ser este el nombre del primer teatro que hubo en la localidad. 
En 2001 el teatro pasó a ser propiedad municipal.

### Fiestas
- Tambores de Mula:

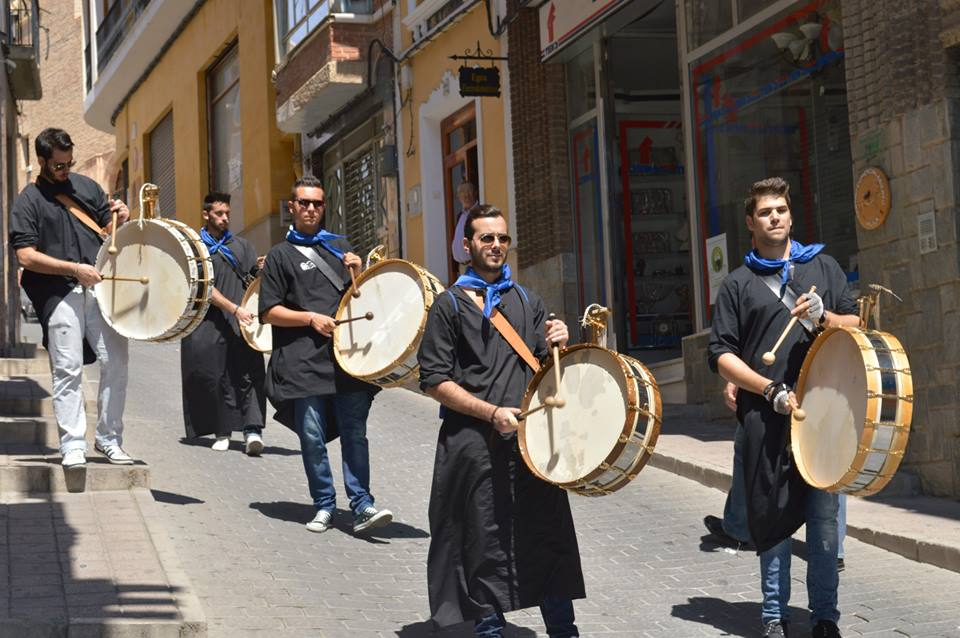
Muleños tocando el tambor

Las calles y plazas de Mula son recorridas en Semana Santa por un gran número de piezas de imaginería que durante el resto del año han descansado en parroquias y ermitas. Es ahora el momento de engalanarlas y sacarlas a la calle sobre sus tronos en busca de los ojos de muleños, visitantes y penitentes. Viernes de Dolores, Domingo de Ramos por la mañana, Miércoles, Jueves y Viernes Santo a la caída de la tarde, Jueves Santo de madrugada y en la mañana del Domingo de Resurrección, las esculturas de destacados seguidores de la escuela de Francisco Salzillo o de nuevos imagineros apadrinados por el mecenazgo de recientes cofradías (como José Sánchez Lozano o Ramón Cuenca respectivamente), se mezclan con la luz, el color y la suave temperatura de la temprana primavera. 
Pero antes de que la cera de las velas haya goteado las empinadas calles con la primera procesión, Mula ya ha escuchado el peculiar sonido de su Semana Santa. La Noche de Los Tambores es la fiesta más singular que tiene lugar en Mula a lo largo de todo el calendario. 
El Martes Santo a las 12 de la noche, la campana del Reloj de la Villa señala el momento en el que a los miles de tamboristas, reunidos en la plaza del Ayuntamiento y vestidos con túnicas negras, les es permitido hacer sonar las cajas de sus tambores. Ininterrumpidamente y hasta las 4 de la tarde del Miércoles Santo, la ensordecedora música acallará cualquier otro atisbo de sonido provenga de donde provenga. El Viernes Santo desde la mañana, y el Domingo de Resurrección desde el mediodía, vuelve a repetirse el episodio dentro de los horarios que el Bando de la Alcaldía establece y difunde antes del comienzo de la Semana Santa.
El origen de esta singular fiesta, declarada de Interés Turístico Nacional, parece que distaba mucho de rendir fidelidad al recogimiento de la Semana Santa que siempre han divulgado los poderes eclesiásticos. Las ordenanzas municipales recogen, al menos desde mediados del siglo XIX, recomendaciones para el buen comportamiento de los habitantes de la Villa y prohibiciones expresas de «andar por las calles con tambores» si no es dentro de las procesiones y con permiso de la autoridad. Debió de ser en este siglo y por estas fechas cuando se consolida la costumbre, asociada al pueblo, y denostada por la Iglesia y por la clase burguesa.
Tras este controvertido nacimiento del toque del tambor en Mula, llegaron los continuos impedimentos que los tamboristas encontraron a lo largo de los siglos XIX y XX. Todas estas trabas puestas a la fiesta del tambor estaban encabezadas por la Iglesia y el Ayuntamiento, pero cuanto más se reafirmaban los contrarios a la fiesta, ésta parecía reavivarse, aunque casi siempre bajo un continuado y exhaustivo control municipal.
La Tamborada muleña fue declarada patrimonio cultural inmaterial de la Humanidad en 2018 como parte de las Tamborradas y Fiesta de Interés Turístico Internacional en 2022.
- Semana de Cine Español organizada desde 1988 por el cineclub Segundo de Chomón.

- Concurso Nacional de Cortometrajes organizado desde 1993 por el cineclub Segundo de Chomón.

- Fiestas de San Isidro:

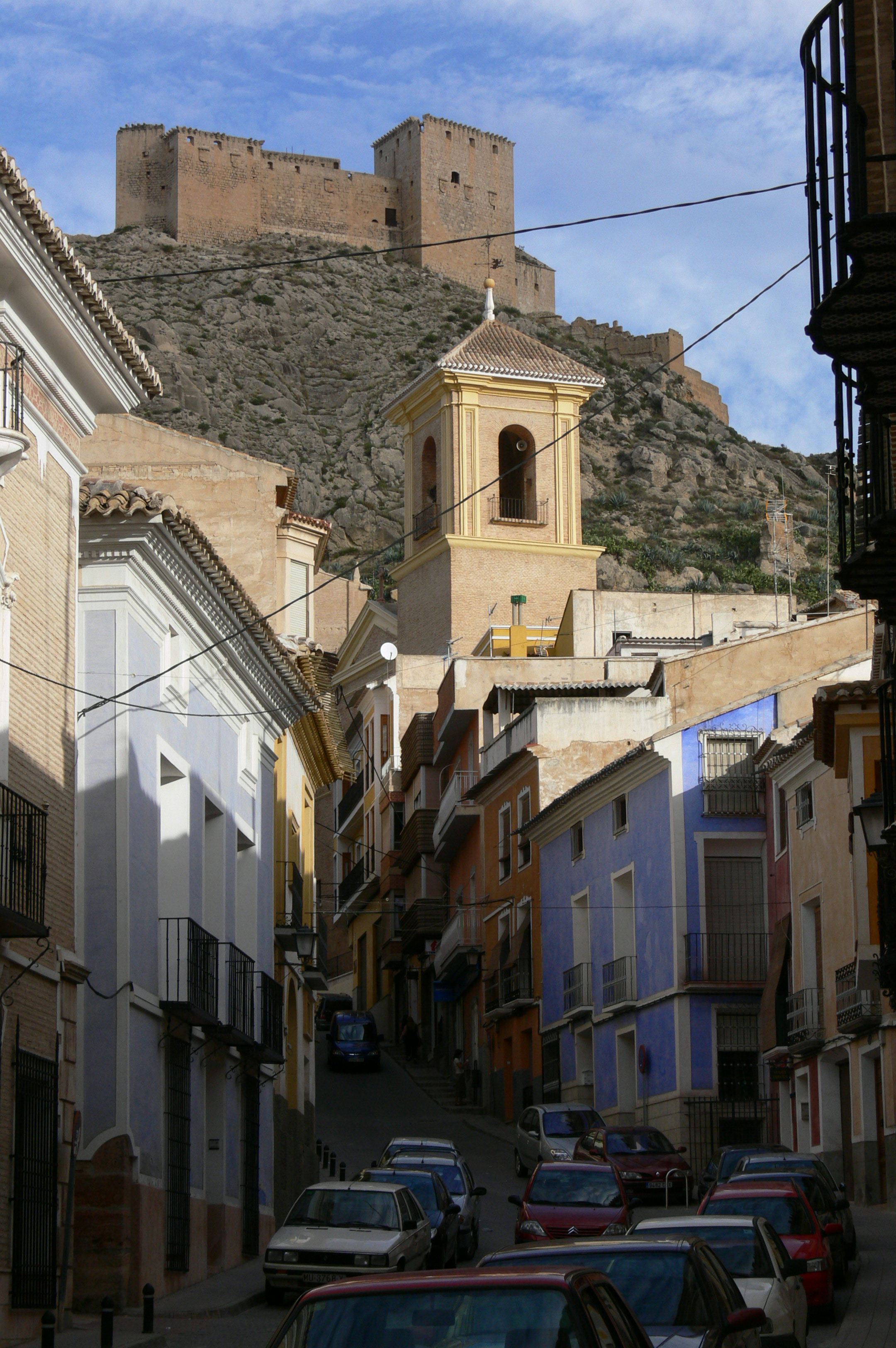
Calle del Caño en el casco antiguo de Mula, con el castillo de los Vélez al fondo

El segundo sábado de mayo, en honor de san Isidro Labrador, patrón de la huerta y el campo, base de la economía del lugar. Procesión con el santo desde la parroquia de Santo Domingo por la mañana, acompañado de grupos de coros y danzas y lugareños ataviados con trajes regionales, hasta la glorieta donde se desarrolla el Mercadillo Las Cuatro Plazas. Por la tarde Bando Huertano con carrozas remolcadas por maquinaria agrícola, que emulan barracas y construcciones típicas de la huerta, con reparto de embutidos y productos hortícolas. Por la noche, verbena y concierto en el parque Cristóbal Gabarrón, donde finaliza el desfile.
- Feria y fiestas de Septiembre:

Que comienzan con la Bajada del Niño Jesús de Balate, el 8 de septiembre, desde su Santuario al Real Monasterio de la Encarnación, de donde se traslada el día 11 a la parroquia de Santo Domingo para el Novenario en su Honor. La Feria se desarrolla del 19 al 25. El día 21 se celebra la festividad del Niño Jesús, conmemorando su aparición al pastor fray Pedro de Jesús Botía en 1648, con funciones religiosas y procesión vespertina por las calles de la ciudad. El 22, Romería con el retorno de la Imagen a su templo, y comidas al aire libre en los alrededores del Santuario. El 23, festividad de Nuestra Señora del Carmen patrona de Mula, con funciones en su ermita y procesión vespertina. El 25, festividad del Patrón San Felipe Mártir, con función religiosa vespertina en la parroquia de San Miguel seguida de procesión. Se celebra en estos días la Semana de Teatro y Feria de Artesanía de la Comarca.
- Mercadillo Las Cuatro Plazas:

Los segundos domingos de cada mes, en la plaza del Ayuntamiento, salvo los meses de estío. El Concurso Nacional de Pintura Rápida es un certamen que se celebra el segundo domingo del mes de noviembre de cada año, coincidiendo con el mercadillo artesanal. Su primera edición se celebró el 11 de noviembre de 2007 y acudieron 114 pintores.

### Deporte
- Mula cuenta con unas piscinas públicas, situadas cerca del campo de fútbol, y una piscina climatizada.[16]
- Tiene dos campos municipales de fútbol (uno de césped y el otro de césped artificial).
- Hay un pabellón de fútbol sala y un polideportivo con otro pabellón, una pista exterior, pistas de tenis, de fútbol sala y de pádel.
- Los deportes más practicados en Mula son el fútbol (a expensas de las bases del Muleño CF), fútbol sala, ciclismo (con eventuales pruebas de carácter regional y afición cicloturista), atletismo, tenis y en verano cursos de natación. Otros deportes minoritarios tienen sobre todo cabida en jornadas deportivas celebradas durante las fiestas de San Isidro en mayo y las fiestas patronales de septiembre.